# Walt Whitman Rostow
Walt Whitman Rostow (též znám jako Walt Rostow nebo W. W. Rostow) (7. října 1916 – 13. února 2003) byl americký ekonom a politický teoretik, který pracoval jako zvláštní poradce pro otázky národní bezpečnosti pro amerického prezidenta Lyndona B. Johnosona v letech 1964-68.
V této roli měl markantní vliv na utváření politiky Spojených států v jihovýchodní Asii během šedesátých let. Byl zapřisáhlým antikomunistou známým svou vírou v efektivitu kapitalismu a svobodného podnikání a silně vystupoval pro zapojení USA do Vietnamské války. Proslavil se svou knihou Stádia ekonomického růstu – Nekomunistický manifest (v orig. The Stages of Economic Growth: A Non-Communist Manifesto, vydáno 1960), která byla používána v několika oborech společenských věd.
Jeho starší bratr Eugene Rostow rovněž zastával několik vysoce postavených vládních postů v oblasti zahraniční politiky.

## Dětství a dospívání
Rostow se narodil v New Yorku v rodině ruských židovských emigrantů. Jeho rodiče, Victor a Lillian Rostowovi, byli aktivní socialisté a své tři syny pojmenovali po Eugenovi V. Debsovi, Ralphovi Waldo Emersonovi a Waltu Whitmanovi.
V patnácti letech začal s pomocí plného stipendia studovat Yaleovu univerzitu, kde v devatenácti letech promoval a v r. 1940 dokončil Ph.D. titul. Také získal Rhodesovo stipendium na studium Balliol College v Oxfordu, kde získal titul B.Litt. Během abdikace Edwarda VIII v r. 1936 asistoval Alistairovi Cookovi, zpravodajovi rádiové stanice NBC, který o celé záležitosti vysílal rozhlasové reportáže. Po dokončení studií začal učit ekonomii na Columbia University.

## Profesní a akademická kariéra
Během 2. světové války sloužil Rostow v Office of Strategic Services pod Williamem Josephem Donovanem. Mezi jinými se účastnil výběru cílů pro bombardování. Nicholas Katzenbach později vtipkoval:"Nakonec jsem pochopil rozdíl mezi Waltem a mnou (....) Já jsem byl navigátor, kterého sestřelili a který strávil dva roky v německém zajateckém táboře, zatímco Walt byl ten, kdo vybíral moje cíle."
Po skončení války v r. 1945 se Rostow stal asistentem ředitele německo-rakouské ekonomické divize v United States Department of State ve Washingtonu. V letech 1946 – 47 se vrátil do Oxfordu učit americké dějiny. V r. 1947 se stal asistentem Executive Secretary Evropské hospodářské komise a podílel se na tvorbě Marshallově plánu.
Rostow strávil rok v Cambridge University díky podpoře Pitt Professorship of American History and Institutions. Byl profesorem dějin ekonomie v Massachusettském technologickém institutu v letech 1950 – 61 a členem Center for International Studies na MIT od 1951 do 1961. V r. 1954 byl poradcem prezidenta Dwighta Eisenhowera v otázkách ekonomiky a zahraniční politiky, v roce 1958 mu začal připravovat proslovy. V srpnu 1954 Rostow společně s Maxem F. Millikanem, MIT ekonomem napojeným na CIA, přesvědčil Eisenhowera masivně zvýšit americkou zahraniční rozvojovou pomoc jako součást politiky šíření kapitalistického hospodářského růstu amerického stylu v Asii podpořeného armádou.

## Stádia ekonomického růstu
V r. 1960 Rostow publikoval knihu Stádia ekonomického růstu (podtitul Nekomunistický manifest), ve které představil svůj model ekonomického růstu. Kniha se stala jednou z nejvýznamnějších v oboru ekonomie. Obsahuje pět základních fází, každá o různé délce: tradiční společnost, příprava na vzlet, vzlet, vývoj ke zralosti a období velké masové spotřeby. Tento model se stal důležitým pojmem v teorii modernizace v oblasti socio-kulturní evoluce. Kritici poukazovali na to, že tento generalizující model rozvoje Západu nemohl být zopakován v lokalitách jako Latinská Amerika nebo subsaharská Afrika.
Kniha zapůsobila na prezidentského kandidáta Johna F. Kennedyho, který jmenoval Rostowa jedním ze svých poradců. Poté, co se v r. 1961 Kennedy stal prezidentem, jmenoval Rostowa zástupcem asistenta pro národní bezpečnost McGeroge Bundyho. Ještě téhož roku se Rostow stal předsedou U.S. State Department politického plánovacího výboru. Po zavraždění Kennedyho Lyndon Johnson povýšil Rostowa na pozici McGeorge Bundyho poté, co mu Rostow napsal první proslov o stavu unie. Jako poradce národní bezpečnosti byl Rostow zodpovědný za rozvoj vládní politiky ve Vietnamu a díky svému přesvědčení, že válku lze vyhrát, se stal Johnsonovým hlavním válečným jestřábem, čímž velkou měrou přispěl k ukončení jeho prezidentského mandátu.
Poté, co se prezidentem stal Richard Nixon, Rostow úřad opustil a přes třicet následujících let učil ekonomii na Lyndon B. Johnson School of Public Affairs na University of Texas v Austinu spolu se svou ženou Elspeth Rostow, která se později stala děkanem školy. Ve svých pracích propagoval ekonomiku svobodného podnikání, zejména v rozvojových zemích.

## Pocty a ocenění
Rostow byl vyznamenán Řádem britského impéria (1945), vyznamenáním Legion of Merit (1945) a Prezidentskou medailí svobody (1969).